# Yuka Iguchi
Yuka Iguchi (jap. 井口 裕香, Iguchi Yuka, * 11. Juli 1988 in Tokio, Japan) ist eine japanische Synchronsprecherin und Sängerin.

## Leben
Yuka Iguchi wurde 1988 in Tokio als jüngste von drei Schwestern eines Taxifahrers geboren.
Im Alter von 14 Jahren sprach Yuka für G.G.F. (Gamers Guardian Fairies, deutsch: Spieler-Schutzfeen) vor, eine Sammelbezeichnung für Maskottchen von Gamers, einem Einzelhändler für Anime- und Manga-Artikel in Japan. Sie bestand und gewann eine Rolle als Sapphire und gründete außerdem die Synchronsprechereinheit G.G.F.
Sie sang 2010 zusammen mit Eri Kitamura „Happy place“ von Eri-Yuka als Titelmusik der Tōkyō Kokusai Anime Fair. 
Im Jahr 2013 debütierte Iguchi als Sängerin mit dem Song „Shining Star Love Letter“, der zur Werbung für den Film Toaru Majutsu no Index – Endymion no Kiseki verwendet wurde.

## Diskografie

### Alben
- 2014: Hafa Adai, Warner
- 2016: az you like..., Warner
- 2020: clearly, Warner

## Filmografie (Auswahl)
- 2009–2010: Monogatari, Animeserie, Animation (15 Folgen)
- 2011: Tamayura: Hitotose, Animeserie
- 2015: Seraph  of the End, Animeserie, (18 Folgen)
- 2018–2023 Goblin Slayer, Animeserie, (17 Folgen)
- 2019 Fruits Basket, Animeserie